# Аи (город)
Аи, Эйе, Аи-Шампань (фр. Ay, Aÿ, Aÿ-Champagne) — город и коммуна во Франции.

## География
Город и коммуна Аи находятся на северо-востоке Франции, в одноимённом кантоне департамента Марна, в регионе Шампань-Арденны, в 28 километрах южнее Реймса. Площадь коммуны составляет 10,43 км². Город лежит на холмах, покрытых виноградниками, на высоте 76 метров над уровнем моря.
С 1 января 2016 года коммуна Аи объединилась с соседними коммунами Марёй-сюр-Ай (Марёй-сюр-Эйе) и Биссей в новую коммуну Аи-Шампань.

## История
Посёлок был известен уже во времена галло-римлян в 344 году под названием вилла Агеиуса (лат. villa Ageius), т. е., вероятно, была основана человеком по имени Агеиус. В IX веке посёлок был известен как Villa quæ dicilur Ageius. В XII и XIII веках регулярно менял своё название: Parochia Aeiensis в 1118 году, Ay в 1130, Aeium в 1208, Ahi в 1222, Ayacum в 1252, Aeyum в 1265, Ayum в 1282. В 1471 году он назывался Ay lez Esparnay, а год спустя сменил название на Ay sur Marne.

### Политика
В политической жизни XX столетия жители Аи преимущественно поддерживали Коммунистическую партию Франции.

## Виноградарство
В Аи, на вилле «Биссингер», расположен Международный институт шампанских вин. Аи, начиная с XVII столетия, известен как центр производства шампанских вин во всём регионе. Всю местность вокруг городка занимают виноградники, общей площадью в 355 гектаров. Среди наиболее крупных владельцев — дома шампанского Moët & Chandon (100 гектаров), Bollinger (21 гектар), Gatinois (7,5 гектаров). Среди других местных производителей шампанского следует назвать Gosset, Deutz, Raoul Collet, Henri Goutorbe, Ayala (фр.), Montvillers.
В честь города назван один из сортов шампанского — Аи.

## Население
Численность населения — 4 041 человек (на 2011 год). Плотность населения — 387 чел./км². 

### Известные люди
- В городе жил и умер Боллинже, Жак Жозеф (1803—1884) — французский предприниматель-винодел.

## Города-партнёры
- Безигхайм
- Ньютон Эббот
- Квареньон
- Синалунга